# Club Atlético Boca Juniors 2011-2012
Questa voce raccoglie le informazioni riguardanti il Club Atlético Boca Juniors nelle competizioni ufficiali della stagione 2011-2012.

## Stagione
La squadra vince il torneo di Apertura con 43 punti, dodici punti in più di quattro squadre giunte al secondo posto. Arriva invece quarto nel Clausura.
In Coppa Libertadores arriva fino alla finale perdendola contro i brasiliani del Corinthians (1-1 all'andata, 2-0 al ritorno).

## Rosa
| N. |                      | Ruolo | Calciatore             |
| -- | -------------------- | ----- | ---------------------- |
| 1  | Argentina (bandiera) | P     | Agustín Orión          |
| 2  | Argentina (bandiera) | D     | Rolando Schiavi        |
| 3  | Argentina (bandiera) | D     | Clemente Rodríguez     |
| 5  | Argentina (bandiera) | C     | Sebastián Battaglia    |
| 6  | Argentina (bandiera) | D     | Matías Caruzzo         |
| 7  | Argentina (bandiera) | A     | Pablo Mouche           |
| 8  | Argentina (bandiera) | C     | Diego Rivero           |
| 9  | Argentina (bandiera) | A     | Lucas Viatri           |
| 10 | Argentina (bandiera) | C     | Juan Román Riquelme    |
| 11 | Argentina (bandiera) | C     | Walter Erviti          |
| 12 | Argentina (bandiera) | P     | Maximiliano Scapparoni |
| 13 | Argentina (bandiera) | D     | Juan Insaurralde       |
| 14 | Argentina (bandiera) | D     | Cristian Cellay        |
| 15 | Argentina (bandiera) | C     | Nicolás Colazo         |
| 16 | Argentina (bandiera) | C     | Pablo Ledesma          |
| 17 | Argentina (bandiera) | A     | Nicolas Blandi         |
| 18 | Argentina (bandiera) | C     | Leandro Somoza         |

| N. |                      | Ruolo | Calciatore         |
| -- | -------------------- | ----- | ------------------ |
| 19 | Argentina (bandiera) | D     | Enzo Ruiz          |
| 20 | Argentina (bandiera) | A     | Darío Cvitanich    |
| 22 | Argentina (bandiera) | C     | Cristian Erbes     |
| 23 | Argentina (bandiera) | A     | Esteban Orfano     |
| 24 | Argentina (bandiera) | A     | Sergio Araujo      |
| 25 | Argentina (bandiera) | P     | Sebastián D'Angelo |
| 26 | Argentina (bandiera) | D     | Gastón Sauro       |
| 27 | Argentina (bandiera) | C     | Leandro Paredes    |
| 28 | Argentina (bandiera) | C     | Juan Sánchez Miño  |
| 29 | Argentina (bandiera) | D     | Lucas Marín        |
| 30 | Argentina (bandiera) | C     | Nicolás González   |
| 31 | Argentina (bandiera) | D     | David Achucarro    |
| 32 | Paraguay (bandiera)  | A     | Orlando Gaona Lugo |
| 33 | Argentina (bandiera) | D     | Franco Sosa        |
| 36 | Argentina (bandiera) | A     | Juan Martín Imbert |